# 棚山ゴルフ倶楽部
棚山ゴルフ倶楽部（たなやまゴルフクラブ、TANAYAMA GOLF CLUB）は、富山県下新川郡朝日町に所在するゴルフ場。1988年（昭和63年）より計画され、1992年（平成4年）9月に着工し、1994年（平成6年）8月26日にオープン、同年9月21日より一般営業開始。

## 備考
付近には、棚山ファミリーランドが所在している。
着工前に埋蔵文化財の調査が実施された。
2019年（令和元年）9月9日、9月10日には、第22回日本デフゴルフ選手権大会の会場として使用された。

## アクセス
- 車の場合
北陸自動車道 黒部ICが最寄ICとなる[1]。
- 鉄道の場合
あいの風とやま鉄道線
入善駅よりタクシーで約15分[1]
黒部駅よりタクシーで約30分[1]